# Trabalho escravo contemporâneo
Trabalho escravo contemporâneo é o trabalho forçado que envolve restrições à liberdade do trabalhador, onde ele é obrigado a prestar um serviço, sem receber um pagamento ou receber um valor insuficiente para suas necessidades e as relações de trabalho costumam ser ilegais. Diante destas condições, as pessoas não conseguem se desvincular do trabalho. A maioria é forçada a trabalhar para quitar dívidas, muitas vezes contraída por um ancestral.
Escravidão moderna é uma expressão genérica aplicada às relações de trabalho, particularmente na história moderna ou contemporânea, segundo as quais pessoas são forçadas a exercer uma atividade contra sua vontade, sob a ameaça de indigência, detenção, violência ou mesmo morte. Muitas dessas formas de trabalho podem ser acobertadas pela expressão "trabalhos forçados", embora quase sempre impliquem o uso de violência. A escravidão moderna inclui todas as formas de escravidão, sendo que o termo "servidão" é geralmente usado apenas com referência a sociedades pré-modernas ou feudais.
As estimativas do número de escravos hoje variam de cerca de 21 milhões-29 milhões de  46 milhões, empregando-se nos diversos ramos da indústria, serviços e agricultura. Em geral, os escravos provêm de regiões muito empobrecidas, com pouco acesso à educação e saúde e ao crédito formal. São locais onde as leis de proteção são fracas, ou sua aplicação é restrita, de forma que a ação dos aliciadores é facilitada. São jovens, a maioria do sexo feminino. Muitos são forçados a se deslocar de sua região de origem em busca de oportunidades e são aliciados para este tipo de trabalho.
Regimes autoritários podem favorecer  ou mesmo estimular a escravidão. A região do mundo onde estas relações de escravidão estão mais presentes é o sul da Ásia, sobretudo a Índia. Apesar das leis, muitos indianos são forçados a trabalhar em regime escravo para pagar dívidas adquiridas por seus antepassados. Da República Popular da China surgem denúncias sobre a existência de campos de trabalho escravo. O tratamento actual dos trabalhadores estrangeiros na Arábia Saudita é extremamente próximo da escravidão. Na Mauritânia, apesar de oficialmente  abolida por três vezes, a escravidão continua.
Existem mais de trezentos tratados internacionais pelo fim do trabalho escravo e comércio de pessoas e mais de doze convenções mundiais de combate à escravidão contemporânea. Entretanto, o problema persiste diante da condição de miséria em que vive grande parte da população mundial. O dia 23 de agosto foi instituído pela Unesco como o Dia Internacional de Lembrança do Tráfico de Escravos e sua Abolição.

## Formas
Se há algum tipo de pagamento, ele assume alguma das seguintes formas: não ultrapassa o nível de subsistência ou fica pouco acima deste; é remunerado com bens, que geralmente não são desejados e/ou que não podem ser trocados ou que são difíceis de serem trocados por outra coisa; ou o pagamento consiste, total ou em sua maior parte, na quitação de um débito ou obrigação criado sob coação, ou que pertence a uma outra pessoa. O trabalho em condições semelhantes às de escravidão é instituído mais facilmente junto a trabalhadores migrantes (bóias-frias no Brasil), os quais viajam (ou são levados) para locais distantes da terra natal, muitas vezes de difícil acesso. O distanciamento evidencia as características físicas, étnicas ou culturais que os diferenciam da população em geral da região, e quase sempre dificulta ou torna pouco provável que consigam despertar o interesse das autoridades locais para as condições degradantes de trabalho em que vivem.
De acordo com a teoria do valor-trabalho (conforme usada pelos economistas clássicos), sob o capitalismo, os trabalhadores nunca conservam toda a riqueza que produzem, visto que parte dela constitui o lucro dos capitalistas. Por outro lado, de acordo com a teoria subjetiva do valor (conforme usada pelos economistas neoclássicos), os salários oferecidos representam necessariamente a riqueza marginal gerada pelo trabalho, e qualquer lucro (ou perda) é fruto de outros insumos fornecidos, tais como arbitragem, valor temporário do dinheiro, ou risco. Alguns defensores de certas teorias da justiça distributiva alegam que qualquer ocasião na qual um trabalhador é capaz de recusar um emprego e procurar ocupação em outra parte é "trabalho voluntário".

### Escravidão

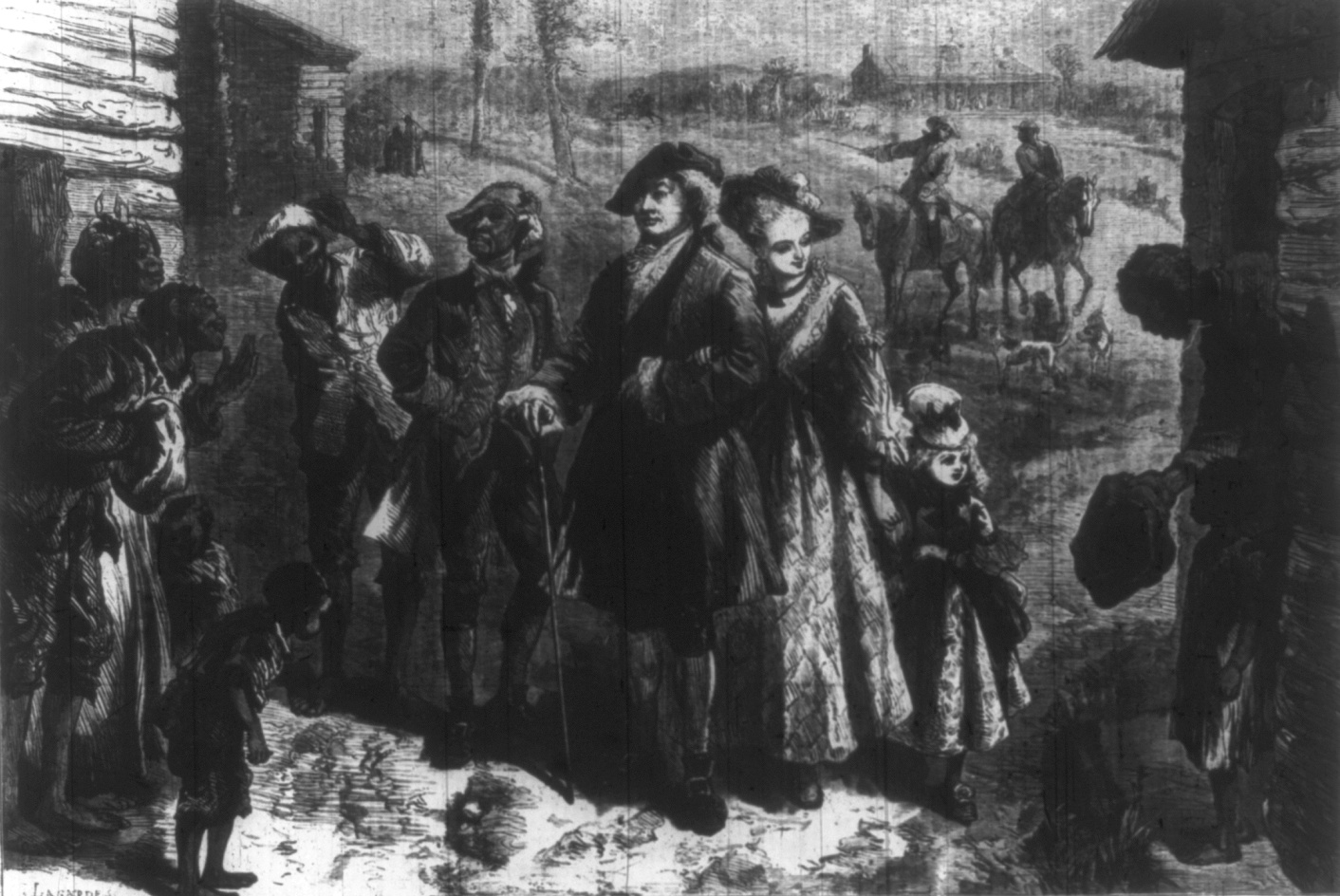
Fazendeiro e família visitam a senzala (Virgínia, EUA, por volta de 1776).

A forma arquetípica é melhor conhecida de trabalho escravo é a escravidão como propriedade, na qual trabalhadores são legalmente considerados como patrimônio por toda sua vida, podendo ser comprados, vendidos ou trocados por seus proprietários, sem nunca, ou raramente, receberem qualquer benefício pessoal por seu trabalho. A escravidão era comum em muitas sociedades antigas, incluindo Grécia antiga, Roma antiga, Israel antigo e China antiga, bem como muitas sociedades na África e nas Américas. Ser vendido como escravo era um destino comum para populações conquistadas em guerras. Talvez o exemplo mais proeminente da escravidão como propriedade seja a escravização de vários milhões de negros da África, bem como seu transporte forçado para as Américas, Ásia ou Europa, onde sua condição de escravos era geralmente herdada por seus descendentes.
A expressão condições de trabalho análogas à escravidão é frequentemente aplicado a situações que não atendem as definições acima, mas que se constituem em formas estreitamente associadas de trabalho escravo, tais como escravidão por dívida ou servidão por dívida (embora nem todas as quitações de débitos através de trabalho constituam-se em trabalho escravo), ou o trabalho de aborígenes na Austrália setentrional em stations (estâncias) de ovelhas ou gado, de meados do século XIX a meados do século XX. Neste último caso, os trabalhadores raramente ou nunca eram pagos, e estavam sujeitos a restrições e/ou intervenção da polícia nas regiões em torno de seus locais de trabalho.
No Japão de fins do século XVI, o "trabalho escravo" ou escravidão já havia sido oficialmente banido; mas formas de contratos de relação persistiam, juntamente com formas de trabalhos forçados impostos pelo código penal da época. Pouco depois, no período Edo, as leis penais prescreviam "trabalho não voluntário" para os parentes próximos de criminosos executados no Artigo 17 do Gotoke reijo ("Leis da Casa Tokugawa"), mas sua prática nunca tornou-se comum. O Gotoke reijo de 1711 foi compilado com base em mais de 600 estatutos promulgados entre 1597 e 1696.
De acordo com Kevin Bales, em Disposable People: New Slavery in the Global Economy (1999), ainda existem cerca de 27 milhões de escravos em todo o mundo.

### Escravidão contratual
Uma forma mais comum na sociedade moderna é a da escravidão contratual ou por empreitada, na qual os trabalhadores assinam contratos para trabalhar por um período específico de tempo, no qual são pagos apenas com acomodações e alimento, ou isso mais o acréscimo de benefícios limitados, tais como a quitação de um débito, ou dos custos de transporte para uma determinada região ou país (a escravidão por dívida, conhecida no Brasil também como sistema de barracão ou de cantina, é uma forma bem conhecida de escravidão contratual). Em alguns casos, os trabalhadores contratados recebem pequenos pagamentos em dinheiro ou outros benefícios. O trabalho por empreitada ainda é comum em países emergentes e foi talvez a forma de trabalho predominante formal e oficial nas antigas sociedades coloniais, durante os séculos XVII e XVIII. Todavia, deve ser ressaltado que a contratação por empreitada é frequentemente apenas uma categoria legal formal, e na prática, os empreiteiros descobrem que é difícil ou impossível coagir trabalhadores contratados, a menos que a letra da lei seja reforçada pelos sistemas de imposição da lei, ameaças feitas por organizações criminosas que abastecem o mercado de trabalhadores clandestinos (geralmente, estrangeiros ilegais), e/ou pela plena aceitação por parte dos trabalhadores, como prática tradicional. Existem algumas formas de trabalho contratual tradicional, tais como o sistema Chukri na Índia e Bangladesh, que são ilegais, ainda que, não obstante, estejam amplamente em uso.

### Trabalhos forçados

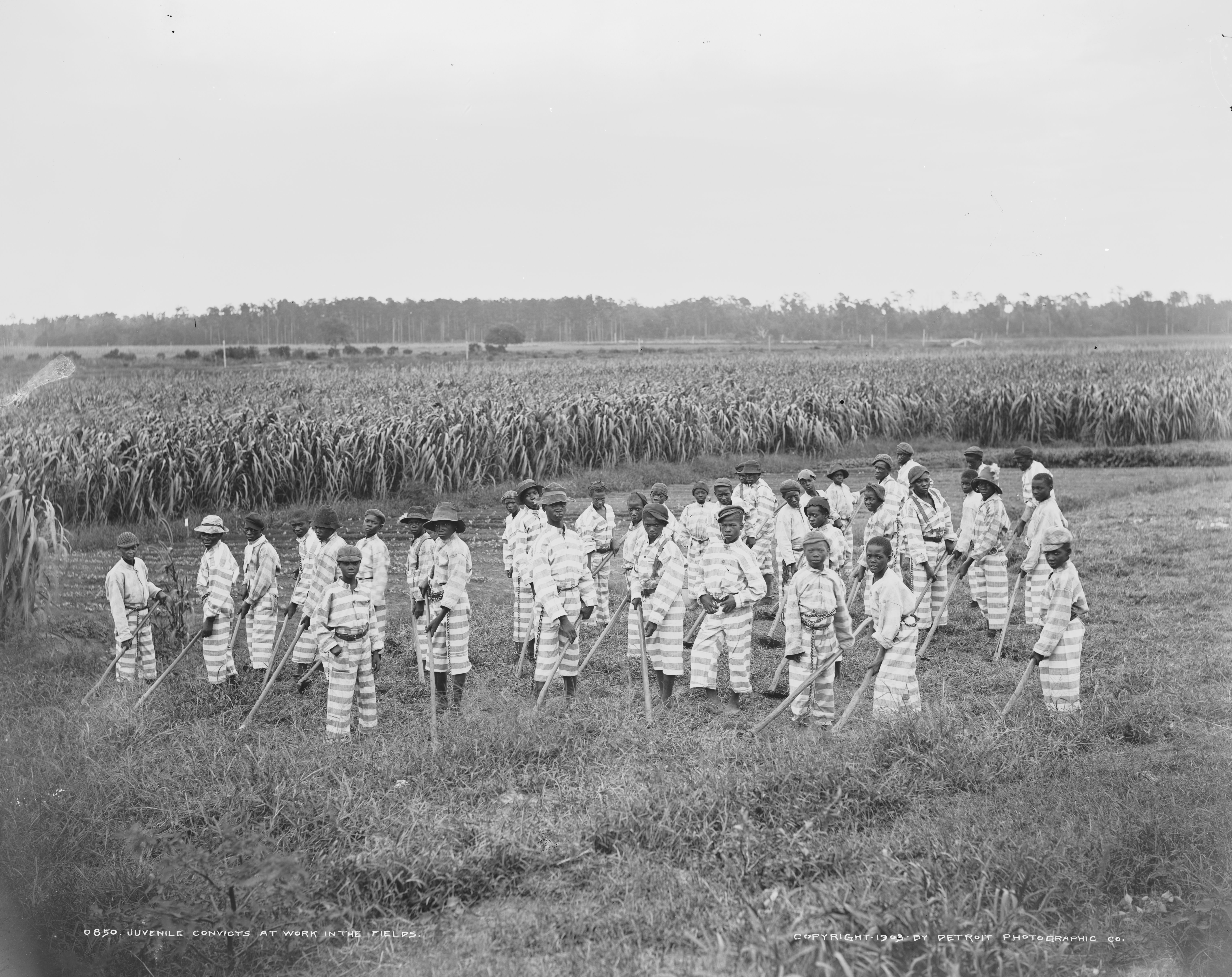
Delinquentes juvenis em trabalhos forçados no campo (EUA, 1903).

#### Trabalho prisional forçado
Trabalho efetuado por condenados ou prisioneiros é outra forma clássica de trabalho escravo. O trabalho forçado de condenados têm frequentemente sido alvo de antipatia, por conta do estigma social vinculado a pessoas consideradas "criminosos comuns". Em alguns países e períodos históricos, todavia, o trabalho prisional tem sido imposto a pessoas vítimas de preconceitos, condenadas por crimes políticos, crimes contra o patrimônio ou pessoas que furtaram ou cometeram outras transgressões movidas pela fome ou pela total falta de meios de subsistência ("furto/roubo famélico"). As colônias britânicas na Austrália, entre 1788 e 1868, são provavelmente os melhores exemplos de trabalho prisional forçado, conforme descrito acima: durante este período, a Austrália recebeu milhares de trabalhadores forçados, muitos dos quais haviam recebido penas severas por infrações menores na Grã-Bretanha ou Irlanda.

#### Campos de trabalho
Outro exemplo historicamente significativo de trabalhos forçados é o dos presos políticos, pessoas de países ocupados ou conquistados, membros de minorias perseguidas e prisioneiros de guerra, especialmente durante o século XX. Os exemplos mais conhecidos são o sistema de campos de concentração operado pela Alemanha Nazista na Europa durante a II Guerra Mundial, os campos Gulag da União Soviética, e o trabalho forçado usado pelos militares do Império do Japão, especialmente durante a Guerra do Pacífico (tal como a Ferrovia da Birmânia ou "Ferrovia da Morte"). Bem menos conhecido foi o emprego de cerca de 4 000 000 de prisioneiros de guerra alemães usados como "trabalho de compensação" pelos Aliados por vários anos após a rendição dos nazistas. O Laogai ("reforma pelo trabalho") chinês é um exemplo moderno.
Cerca de 12 milhões de trabalhadores forçados, a maioria dos quais OST-Arbeiter e poloneses, foram utilizados na economia de guerra da Alemanha Nazista. Mais de 2000 empresas alemãs lucraram com o trabalho escravo durante o período nazista, incluindo DaimlerChrysler, Deutsche Bank, Siemens, Volkswagen, Hoechst, Dresdner Bank, Krupp, Allianz, BASF, Bayer, BMW e Degussa.
Na Ásia, de acordo com um estudo conjunto de historiadores encabeçados por Zhifen Ju, Mark Peattie, Toru Kubo e Mitsuyoshi Himeta, mais de 10 milhões de chineses foram mobilizados pelo Exército Imperial Japonês e escravizados pelo Koa-in para trabalhos forçados em Manchukuo e no norte da China. A Biblioteca do Congresso dos EUA calcula que em Java, entre 4 e 10 milhões de romusha (em em português:  "trabalhador braçal"), foram forçados a trabalhar pelos militares japoneses. Cerca de 270 000 destes trabalhadores javaneses foram enviadas para outras áreas do domínio japonês no Sudeste da Ásia. Somente 52 000 foram repatriados para Java, o que significa um índice de mortalidade de 80%. De acordo com Mitsuyoshi Himeta, pelo menos 2,7 milhões morreram durante o Sanko Sakusen implementado em Heipei e Shandong pelo general Yasuji Okamura.

### Sistema de barracão
O sistema de barracão ou sistema de cantina, no sentido específico em que é empregado pelos historiadores, refere-se a uma forma de pagamento impopular e exploradora quase sempre associada a comunidades pequenas e isoladas, na qual trabalhadores ou pequenos produtores autônomos são pagos ou com bens (uma forma de pagamento conhecida como pagamento em mercadoria), ou cadernetas, vales ou crédito direto que só podem ser usados num "barracão" ou "cantina" de propriedade do empregador. No Brasil, este sistema foi amplamente utilizado na Amazônia durante o Ciclo da Borracha, como forma de manter os seringueiros permanentemente endividados.
Tem sido sugerido que os empregadores usam tais sistemas para explorar os trabalhadores e/ou fazer com que se endividem. Isto pode ocorrer, por exemplo, se os patrões pagarem seus trabalhadores com bens que possuam um valor de mercado abaixo do nível de subsistência, ou venderem itens com preços inflacionados. Outros argumentam que o "sistema de barracão", ao menos em alguns casos, pode ser uma forma conveniente de permuta para comunidades isoladas, quando a moeda oficial é escassa.
No início do século XX, o sistema de barracão passou a ser visto nos países industrializados como uma exploração do trabalhador; talvez o exemplo mais conhecido desse ponto de vista seja uma popular canção estadunidense de 1947, "Sixteen Tons" (no Brasil, criou-se a versão "16 toneladas", cuja letra não reflete absolutamente nada do drama original). Muitos países possuem legislações que colocaram o "sistema de barracão" fora da lei e exigem o pagamento dos salários em dinheiro.

### Servos

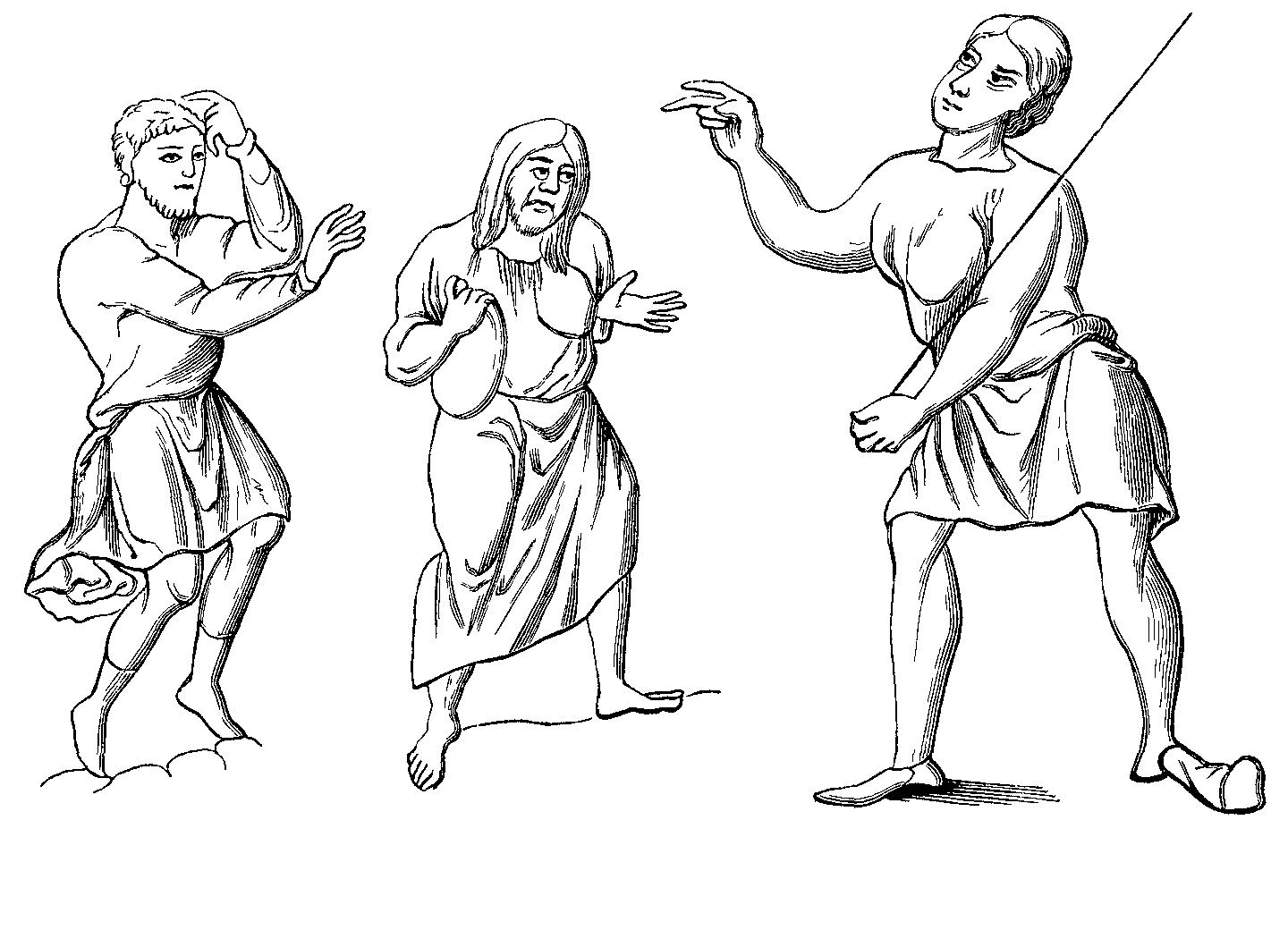
Servos ou escravos (tipos de roupas usadas entre os séculos VI e XII).

Servos são às vezes citados como trabalhadores cativos, embora esta expressão não costume ser usada em publicações acadêmicas. Eles preenchem a definição no ponto em que eram vinculados à terra e precisavam de permissão para afastar-se dela. Em geral, tinham condições de vida melhores  do que as da maioria dos trabalhadores escravizados, visto que tinham a posse de alguma terra e meios de produção, direitos legais ou tradicionais fortes, segurança econômica e tempo livre numa extensão muito superior à da grande maioria dos escravos, trabalhadores forçados ou de empreitada. Na Idade Média, alguns servos conseguiam até mesmo escapar para as cidades, além do alcance dos senhores feudais, mas a escravidão era ditada principalmente pela coerção econômica e pela dependência social, tal como ocorre atualmente.

### Conscrição
Alguns governos possuem serviço militar obrigatório. Embora às vezes haja pagamento, os conscritos não tem liberdade para recusar o alistamento e aqueles que arranjam desculpas para não servir ou desertam, podem sofrer punições extremamente duras. Mesmo em países que proíbem outras formas de trabalho escravo, a conscrição é geralmente justificada como sendo necessária ao interesse nacional.

## Tráfico de pessoas
Tráfico de pessoas é uma expressão que define o recrutamento, guarida, compra e transporte de pessoas através do uso da força, fraude ou coação, com o objetivo de sujeitá-las a atos não voluntários, tais como os relacionados à exploração sexual comercial (incluindo prostituição) ou trabalho forçado.
A Organização Internacional do Trabalho (OIT) estima que pelo menos 12,3 milhões de pessoas sejam vítimas de trabalhos forçados em todo o mundo. Dentre essas, 9,8 milhões são exploradas por agentes privados e mais de  2,4 são vítimas do tráfico de pessoas. Outras 2,5 milhões são forçadas ao trabalho, por grupos militares rebeldes ou pelos governos de diferentes países.
Segundo o Programa de Ação Especial de Combate ao Trabalho Forçado (Special Action Programme to Combat Forced Labour, SAP-FL), os lucros gerados por esse tipo de escravidão moderna são estimados em 44,3 bilhões de dólares  por ano. Cerca de 70% desse valor, isto é, USD 31.6 bilhões são provenientes da exploração de vítimas do tráfico de pessoas. Pelo menos metade dessa cifra - mais de USD 15 bilhões - é gerada nos países desenvolvidos.

## Situação mundial
Em 2016, o relatório da organização de direitos humanos, a Anistia Internacional, acusou a Sony, Apple, Samsung, HP, Volkswagen e Microsoft de trabalho escravo e também infantil. Mark Dummett, o pesquisador nas áreas de negócios e direitos humanos da Anistia declarou: "Companhias cujo lucro global é de US$ 125 bilhões não podem realmente alegar incapacidade de verificar de onde vêm suas matérias-primas essenciais".  Pelo menos 1 a cada 200 pessoas no mundo são escravas na segunda década do século XXI.

### No Brasil
Embora a escravidão no Brasil tenha sido oficialmente extinta em 13 de maio de 1888, em 1995 o governo brasileiro reconheceu a existência de condições de trabalho análogas à escravidão no território nacional, sobretudo em áreas rurais. Entre 1995 e 2015, 49 mil trabalhadores foram libertados por ações conjuntas do Ministério do Trabalho e Emprego e das polícias estaduais e federal.
As relações de trabalho no campo foram estabelecidas pela Lei nº 5.889 de 8 de junho de 1973. Antes disso, desde 1º de junho de 1966, o governo brasileiro havia promulgado a Convenção sobre Escravatura, de 1926, e a Convenção Suplementar sobre a Abolição da Escravatura de 1956, através do Decreto nº 58 563.
O artigo 149 do Código Penal Brasileiro já tipificava, desde o início do século XX, a "redução à condição análoga à de escravo". Todavia, o artigo dava margem a interpretações diversas, havendo juristas que entendiam que só era aplicável nos casos em que a vítima  era transformada em escravo de facto. Com a Lei 10 803 de 11 de dezembro de 2003, que deu nova redação ao art. 149 do Código Penal e atribuiu pena de reclusão de dois a oito anos e multa, ao agente que reduzir alguém a condição análoga à de escravo, tal dúvida deixou de existir. Foi então definido de forma clara o que significa "reduzir alguém a condição análoga à de escravo":  submetê-lo(a) a trabalhos forçados ou a jornada exaustiva, quer sujeitando-o(a) a condições degradantes de trabalho, quer restringindo, por qualquer meio, sua locomoção em razão de dívida contraída com o empregador ou preposto.

Segundo o historiador Jean Hébrard, da École des hautes études en sciences sociales, não se sabe exatamente quantas pessoas se encontram em condição análoga à de escravo no Brasil. "Podem ser 40 mil, 50 mil, não sabemos", pois os únicos dados concretos são oriundos de inquéritos realizados pelo Ministério do Trabalho - inquéritos que só acontecem a partir de denúncias. "Mas é claro que sabemos que os casos ultrapassam o número de denúncias". Segundo o historiador, o passado escravagista é muito forte no Brasil - último país do mundo a abolir a escravidão, em 1888. Hébrard lembra que, embora o Congresso Nacional tenha estabelecido uma nova definição para o trabalho escravo em 2003 (Lei nº 10 803, de 11 de dezembro de 2003), a aplicação efetiva da lei ainda enfrenta forte oposição por parte da poderosa bancada ruralista no Congresso. Ele lembra também a possibilidade de desapropriação de terras onde houvesse  emprego de trabalho escravo foi prevista pela Constituição de 1988, mas isso só poderia ocorrer mediante indenização. Posteriormente, a Emenda Constitucional nº 81, de 5 de junho de 2014 deu nova redação ao artigo 243 da Constituição Federal, o qual passou a  vigorar com a seguinte redação:
"Art. 243. As propriedades rurais e urbanas de qualquer região do País onde forem localizadas culturas ilegais de plantas psicotrópicas ou a exploração de trabalho escravo na forma da lei serão expropriadas e destinadas à reforma agrária e a programas de habitação popular, sem qualquer indenização ao proprietário e sem prejuízo de outras sanções previstas em lei, observado, no que couber, o disposto no art. 5º."
A emenda, aprovada em 2014, havia sido proposta em 1995, quando ficou conhecida como "PEC do Trabalho Escravo" e, desde então, sua aprovação foi sempre barrada pelos parlamentares ruralistas. O advogado Wadih Damous, presidente da Comissão Nacional de Direitos Humanos da Ordem dos Advogados do Brasil e da Comissão da Verdade do Rio de Janeiro, lembrou que a proposta de confisco de propriedades onde ocorre trabalho escravo  entrou e saiu diversas vezes da pauta. "Enquanto isso acontecia, nesses 19 anos, mais de 46 mil pessoas foram resgatadas de trabalho escravo em fazendas, carvoarias, oficinas de costura, canteiros de obra etc.. O tempo em que a proposta ficou engavetada, por pressão da bancada ruralista, mostra a força do conservadorismo no Congresso”, diz Damous. Na época da aprovação, Damous apostava que iria começar uma nova queda-de-braço em torno de regulamentação do artigo 243, tentando esterilizar os seus efeitos. "Mas trata-se de um bom combate. É preciso transformar a PEC aprovada num efetivo instrumento para alçar as relações de trabalho no país ao século XXI", disse. De fato, em julho de 2017 o projeto de lei de regulamentação do artigo 243 da Constituição Federal continuava em tramitação no Senado, e a discussão prossegue.
Segundo  Jean Hébrard, nas grandes plantações de soja e cana-de-açúcar o emprego de trabalho escravo já não é tão frequente, em decorrência da substituição dos trabalhadores por  máquinas. Ele esclarece que "o trabalho escravo entra no momento do desmatamento, ou seja, na indústria madeireira e na produção de carvão".  Hébrard acrescenta, porém, que o problema não ocorre somente nas áreas rurais: "Existe também em cidades grandes, como São Paulo, onde bolivianos trabalham na indústria têxtil para gigantes internacionais, como a Zara".
Desde 2009 a ONG "Repórter Brasil" divulga as fiscalizações de trabalho escravo na indústria têxtil do Brasil. Em julho de 2012 a ONG noticiou vinte empresas envolvidas em trabalhos escravo, dentre elas estão as Lojas Americanas, Lojas Marisa, Zara, Lojas Renner e o Instituto Brasileiro de Geografia e Estatística (IBGE). Em 2016 o Brasil foi condenado na Organização dos Estados Americanos (OEA) por não prevenir o trabalho escravo contemporâneo e tráfico humano no país.
Em novembro de 2020, Madalena Gordiano for resgatada depois de ter sido mantida por 38 anos em condições análogas à escravidão. Gordiano tinha 46 anos e trabalhava como empregada doméstica em um apartamento em Patos de Minas, município de Minas Gerais.

### Em Portugal
Apesar da escravatura ter oficialmente sido abolida em Portugal continental em 1869, recentes desregulações nas leis de imigração propostas primeiro em 2017 pelo Bloco de Esquerda e aprovadas pelo Partido Socialista então no poder, com o apoio dos partidos de esquerda, contra o parecer do Serviço de Estrangeiros e Fronteiras, propiciaram um aumento maciço do fluxo de imigrantes ilegais em Portugal, que por sua vez permitiram um recrudescimento do fenómeno do trabalho forçado, sobretudo nas explorações agrícolas no sul de Portugal.
As actuais condições permitem a empregadores sem escrúpulos excluir portugueses que conheçam bem a lei e optar por imigrantes em situação ilegal e que por isso não reivindicam um horário máximo de trabalho, salários, segurança social e subsídios, beneficiando também senhorios e especuladores imobiliários.
A criminalidade relacionada com o abuso de pessoas em condições de escravatura aumentou exponencialmente no Alentejo a partir da implantação de olival intensivo em redor da Barragem do Alqueva, onde muitos Espanhóis com grande poder financeiro estabeleceram vastas plantações, empregando grandes quantidades de mão-de-obra barata, na maioria em situação ilegal.
Segundo o SEF  em 2020 existiam no concelho de Odemira 9600 imigrantes ilegais. Segundo o mesmo, registam-se casos de escravatura moderna um pouco por todo o país, sendo mais visível em Odemira, mas também ocorre na Beira Interior durante a apanha da cereja, no Douro durante as vindimas e em Trás-os-Montes durante a apanha da castanha. A falta de condições sanitárias decorrentes do surto de Covid-19 em 2021 pôs pela primeira vez a nu para todo o país a situação de escravatura no concelho de Odemira, onde foi investigado a escravização de 50 pessoas.
O fenómeno de moderna escravatura agrícola tem sobretudo foco no concelho de Beja, onde em 2018 residiam 10 000 imigrantes, no de Ferreira do Alentejo, Aljustrel e Moura, envolvendo imigrantes do Senegal, Guiné-Conacri, Paquistão, Índia, Nepal, Bangladesh, Roménia, Moldávia, Brasil e Bulgária, estimando-se o total de imigrantes em 28 000, em situação ilegal e em condições precárias. Por detrás do tráfico de pessoas em Portalegre e Beja estão organizações criminosas constituídas por membros da Europa de leste e da Índia. A exploração de mão-de-obra precária é feita por empresas que pagam os trabalhos ao dia, hora ou por cada actividade, ou senhorios que alugam residências superlotadas onde chegam a viver 15 ou 20 indivíduos por divisão garantindo-lhes margens de lucro de 200 a 300 por cento. Alguns permanecem confinados em montes, praticamente sequestrados por engajadores sem escrúpulos, sem contratos, descontos para Segurança Social e quase sem salários, sendo raros os agricultores que empregam e alojam diretamente estes trabalhadores
Em Novembro de 2022, a Unidade de Contra-Terrorismo e o Departamento Central de Investigação e Ação Penal levaram a cabo uma mega-operação contra o tráfico de pessoas no Alentejo. Após mais de 400 inspectores terem levado a cabo pelo menos 60 buscas, foram detidas 35 pessoas entre os 22 e 58 anos por suspeita de tráfico de pessoas, associação criminosa e lavagem de dinheiro. A rede de tráfico montada em Beja contava com membros da Europa de leste, Índia, Paquistão, Timor-Leste, e uma solicitadora da vila de Cuba, que ajudava à criação de empresas fantasma e falsificação de documentos. As vítimas eram aliciadas nos países de origem com trabalho, casa e salário, sendo depois mantidas em regime de escravatura, em dívida para com a rede e ameaçadas com violência.
A missão da Organização Internacional para as Migrações da ONU em Portugal denuncia às autoridades Portuguesas casos de escravatura no Alentejo desde 2020. De acordo com a agência, a resposta ao problema passa pela regulação do processo migratório.
Estima-se que em 2016 existissem em Portugal 12 800 "escravos modernos" e em 2018 26 000, ocupando o país a 120ª posição mundial de percentagem da população nesta situação, e o melhor posicionado de entre a CPLP.

### Nos Estados Unidos da América
Segundo a 13ª emenda americana trabalho escravo é ilegal nos EUA, exceto como punição criminal. O trabalho prisional nos EUA gera aproximadamente 11 bilhões de dólares anuais. Empresas em indústrias como tecnologia e alimentos recebem incentivos fiscais para contratar trabalho prisional, frequentemente por um valor abaixo do salário mínimo local. Exemplos de empresas que se utilizam desde modelo de produção incluem: Walmart, McDonald's, BP, Microsoft, Motorola, P&G, Shell e Pepsi

### Iniciativas
- «Plano Nacional para a Erradicação do Trabalho Escravo» (PDF)
- «Erradicação do Trabalho Forçado (OIT Brasil)»

### Informações adicionais
- «O que é trabalho escravo»
- «Possibilidades Jurídicas de Combate à Escravidão Contemporânea» (PDF)
- «O trabalho escravo e a legislação brasileira»
- «Abaixo-assinado pela aprovação da PEC do Trabalho Escravo»
- «Slavery: Abolished 200 years ago?» (em inglês)